# II Korpus Jazdy Odwodowej

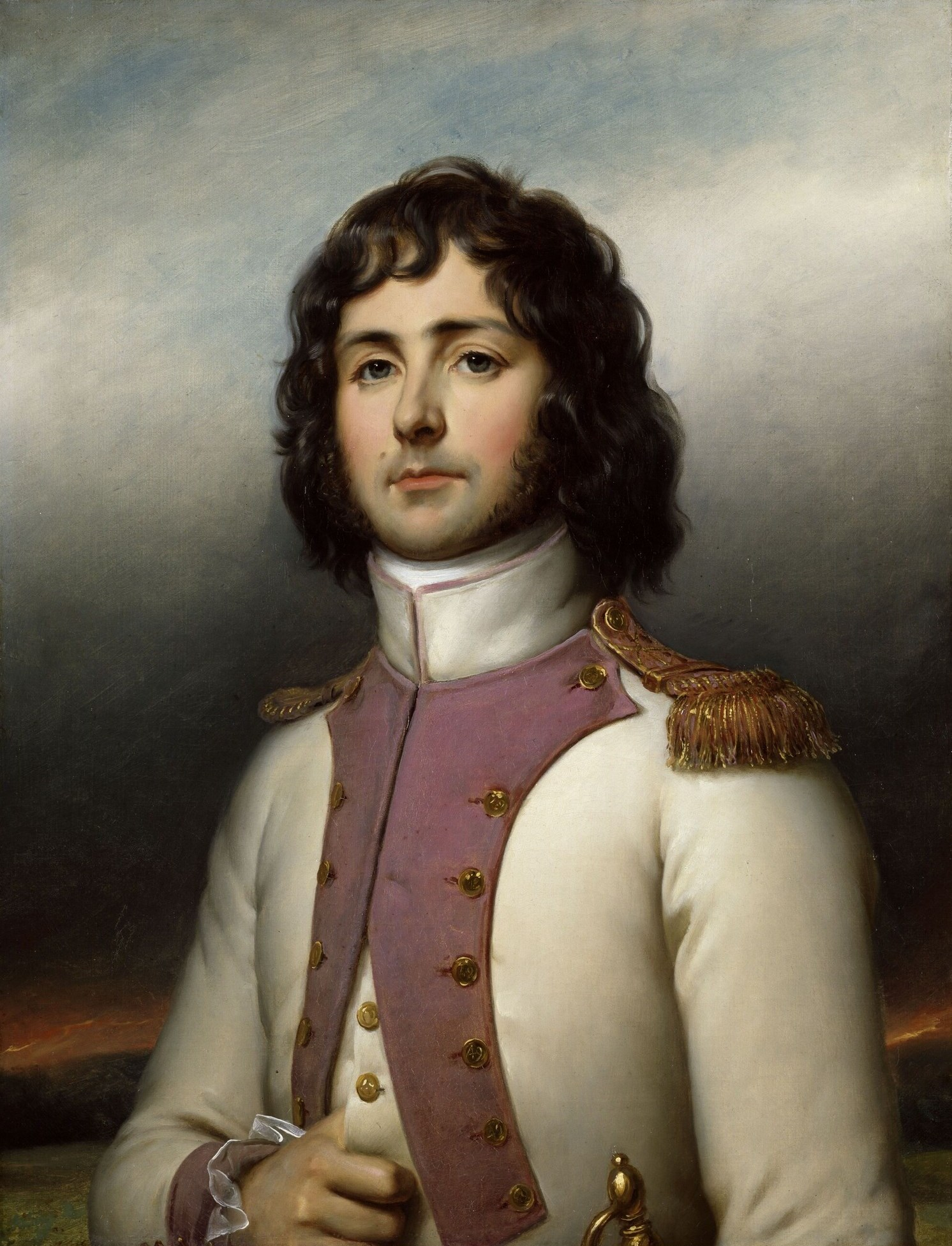
Gen. Horace François Bastien Sébastiani, dowódca II Korpusu Jazdy Odwodowej w 1813

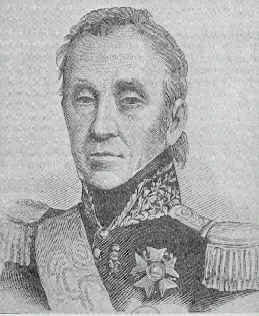
Gen. Rémy Isidore Joseph Exelmans, dowódca 4 Dywizji Lekkiej Kawalerii w 1813

II Korpus Jazdy Odwodowej (II Korpus Rezerwowy Jazdy) –  jeden z korpusów Wielkiej Armii I Cesarstwa Francuskiego. Należał do Rezerwy Kawalerii marszałka Joachima Murata.

## Skład w sierpniu 1813
- dowódca – gen. Horace François Bastien Sébastiani (1772–1851)
- szef sztabu – adiutant dowódcy Lascours
- dowódca artylerii – płk Hyacinthe Colin

- 2 Dywizja Lekkiej Kawalerii – gen. dyw. Nicolas François Roussel d'Hurbal (1763–1849)
- 1 Brygada – gen. François Joseph Gérard (1772–1832)
  - 11 pułk szaserów – płk Jean–Baptiste Nicolas
  - 12 pułk szaserów – płk Charles Etienne Ghigny
  - 5 pułk huzarów – płk Louis Charles Gregoire Maignet
  - 2 pułk szwoleżerów – płk Pierre Marie Auguste Berruyer
  - 4 pułk szwoleżerów – płk Jean Louis Charles Guenon Deschamps

- 4 Dywizja Lekkiej Kawalerii – gen. dyw. Rémy Isidore Joseph Exelmans (1775–1852)
- 1 Brygada – gen. Antoine Maurin (1771–1830)
  - 6 pułk szwoleżerów – płk Perquit
  - 4 pułk szaserów – płk de Vence
  - 7 pułk szaserów – płk Alfred Amand Robert Saint–Chamans
- 2 Brygada – gen. François Isidore Wathiez (1777–1856)
  - 20 pułk szaserów – płk August François Joseph Lelievre de la Grange
  - 23 pułk szaserów – płk Jean–Baptiste Antoine Marcelin Marbot (1782–1854)
  - 24 pułk szaserów – płk Pierre Henri Schneidt
  - 11 pułk huzarów – płk Jean–Baptiste Liegeard

- 2 Dywizja Kirasjerów – gen. dyw. Antoine Louis Decrest de Saint–Germain (1761–1835)
- 1 Brygada – gen. François Charles Jean Pierre Marie d'Avranges d'Haugeranville
  - 1 pułk karabinerów – płk Pierre Vicotr Laroche
  - 2 pułk karabinierów – płk Amble Guy Blancard
  - 1 pułk kirasjerów – płk Antoine Marguerite Clerc
- 2 Brygada – gen. Nicolas Marin Thiry
  - 5 pułk kirasjejrów – płk Philippe Christophe
  - 8 pułk kirasjerów – płk Louis Jean Claude Clement Lafaivre
  - 10 pułk kirasjerów – płk Pierre Adrien de la Huberdiere

- artyleria II Korpusu
  - trzy baterie konne, oddział wozów artyleryjskich